# Levyy MC
Levyy MC (справжнє ім'я Оганесян Левон Ашотович, 27.12.1993 року народження) український музикант, репер, автор пісень, актор, блогер, спортсмен.
Актор культового серіаліті « Київ вдень та вночі», автор першого в Україні відео-альбому під назвою «УКР РЕП», дворазовий чемпіон світу з кікбоксингу.
Переможець Rap Sox Battle, фіналіст Pit Bull Battle та Король Заходу, призер Radio Black Battle.

## Життєпис
Народився 27 грудня 1993 року у Львові. Навчався у Львівській Українській Гуманітарній Гімназії.
У 2011 році поступив в Національний Лісотехнічний Університет України, який закінчив з відзнакою. В цей час записався на секцію кікбоксингу, виконав нормативи, кандидат в майстри спорту України, майстер України, майстер спорту України міжнародного класу.
У 2015 році взяв участь у проєкті «Banderstadt Battle» де успішно дійшов до півфіналу.
У 2017 році двічі тріумфував на Чемпіонатах світу з кікбоксингу у червні в м. Афіни ISKA World Championship та у грудні у м. Флоренція The Official K-1 World Championship, за шо отримав відзнаку від держави «За розвиток українського спорту».
Паралельно у 2017 році бере участь у проєкті «Rap Sox Battle», в якому здобуває перемогу у турнірі «RSB Gold Cup».
Після перемоги отримує запрошення взяти участь у кастингу серіалу «Київ вдень та вночі», який успішно проходить та отримує роль у культовому серіаліті.
У 2019 році бере участь у проєкті «Pit Bull Battle» де успішного проходить до фіналу.
У 2020 році випускає перший в Україні відео-альбом під назвою «УКР РЕП».
У 2023 році готує спортсменку Наталю Леськів до участі в Чемпіонаті Світу з кікбоксингу ISKA в м. Мюнхен (Німеччина) де здобуває титул чемпіона світу вже як тренер.
Продовжує музичну діяльність сольно як музикант та автор текстів, більшу популярність йому принесли авторські треки « Обіцянки» який був аудіосупроводом у фільмі « Королі репу» та трек «Версаче»

## Дискографія
Студійні альбоми
- УКР РЕП

Сингли
- Завели (за уч. Білий Бо ft. Шершень ft. Рижуня)
- Відійди (за уч. Білий Бо ft. Шершень)
- Фінал
- Обіцянки
- Легко
- Зима
- Тобі(за уч. Teejay ft. Шершень)
- Intro
- Фак ю
- Хатина(за уч. Tweety)
- Запал
- Українська мрія
- Українізація
- Пропаганда(за уч.Tweety)
- Не минай (за уч. ХАС ft. Рижуня)
- Темно (за уч. MANARITA)
- Без тебе
- Батут
- ПараНоя
- Кидала
- Субота
- Дитинство
- Очевидно
- Моє море
- Версаче
- Пацанська душа
- Я не вірю

## Відеокліпи
| Рік  | Назва пісні    | Режисер                             | Посилання |
| ---- | -------------- | ----------------------------------- | --------- |
| 2020 | Обіцянки       | Шершень                             | YouTube   |
| 2020 | Легко          |                                     | YouTube   |
| 2020 | УКР РЕП        | Микола Васильців, Христина Соломаха | YouTube   |
| 2021 | Фак Ю          | Андрій Соболевський                 | YouTube   |
| 2022 | Українізація   | Віталій Шпак                        | YouTube   |
| 2023 | Кидала         | Віталій Слодиницький                | YouTube   |
| 2023 | ПараНоя        | Віталій Шпак                        | YouTube   |
| 2024 | Дитинство      |                                     | YouTube   |
| 2024 | Версаче        | Віталій Слодиницький                | YouTube   |
| 2024 | Пацанська душа | Віталій Слодиницький                | YouTube   |
| 2024 | Я не вірю      | Віталій Слодиницький                | YouTube   |